# Євлаш Ілля Олегович
Ілля Олегович Євлаш (нар. 1 серпня 1996; Мена, Чернігівська область, Україна)  — український військовик, журналіст, комунікаційник, речник ОСУВ «Хортиця» і  колишній речник Повітряних сил ЗСУ.

## Життєпис
Народився 1 серпня 1996 року в місті Мена, Чернігівська область.
В 2002—2013 роках навчався в Менській загальноосвітній школі ім. Т. Г. Шевченка I—III ст.
В 2013—2017 роках навчався в Київському національному торговельно-економічному університеті за спеціальністю «реклама та зв'язки з громадськістю».
В 2015—2017 роках навчався у Національній академії оборони України за спеціальнстю «політологія».
В 2017—2019 роках навчався в Національному університеті «Києво-Могилянська академія» за фахом «журналістика».
В 2019—2020 роках працював кореспондентом на телеканалі «Еспресо».
З 2020 року проходить службу в Збройних Силах України.
В 2021—2024 роках служив в Командуванні Сухопутних військ ЗСУ на посаді старшого офіцера служби зв'язків з громадськістю.
З 2022 по 2024 рік очолював службу зв'язків з громадськістю угруповання сил і засобів оборони міста Київ та пресслужбу оперативно-стратегічного угруповання військ «Хортиця».
15 березня 2024 року призначений начальником служби зв'язків з громадськістю Командування Повітряних Сил ЗСУ, замінив на цій посаді Юрія Ігната. 6 лютого 2025 року повідомив, що йде з посади керівника служби звʼязків з громадськістю Командування Повітряних сил Збройних Сил України.

## Реалізовані проєкти
В перші дні повномасштабного російського вторгнення в лютому 2022 року долучився до створення збірного образу народного месника, аса «Привида Києва».
Брав активну участь у створенні документальних фільмів «Битва за Київ» та «Битва за Харків».
Долучився до розробки та реалізації кампанії «Фортеця Бахмут», ініційованої Президентом України Володимиром Зеленським.
Співорганізатор проєкту «Бахмутська балада. Фото з війни.»
Спільно з командою працював над створенням документальної стрічки "Битва за світло".

## Фотогалеря

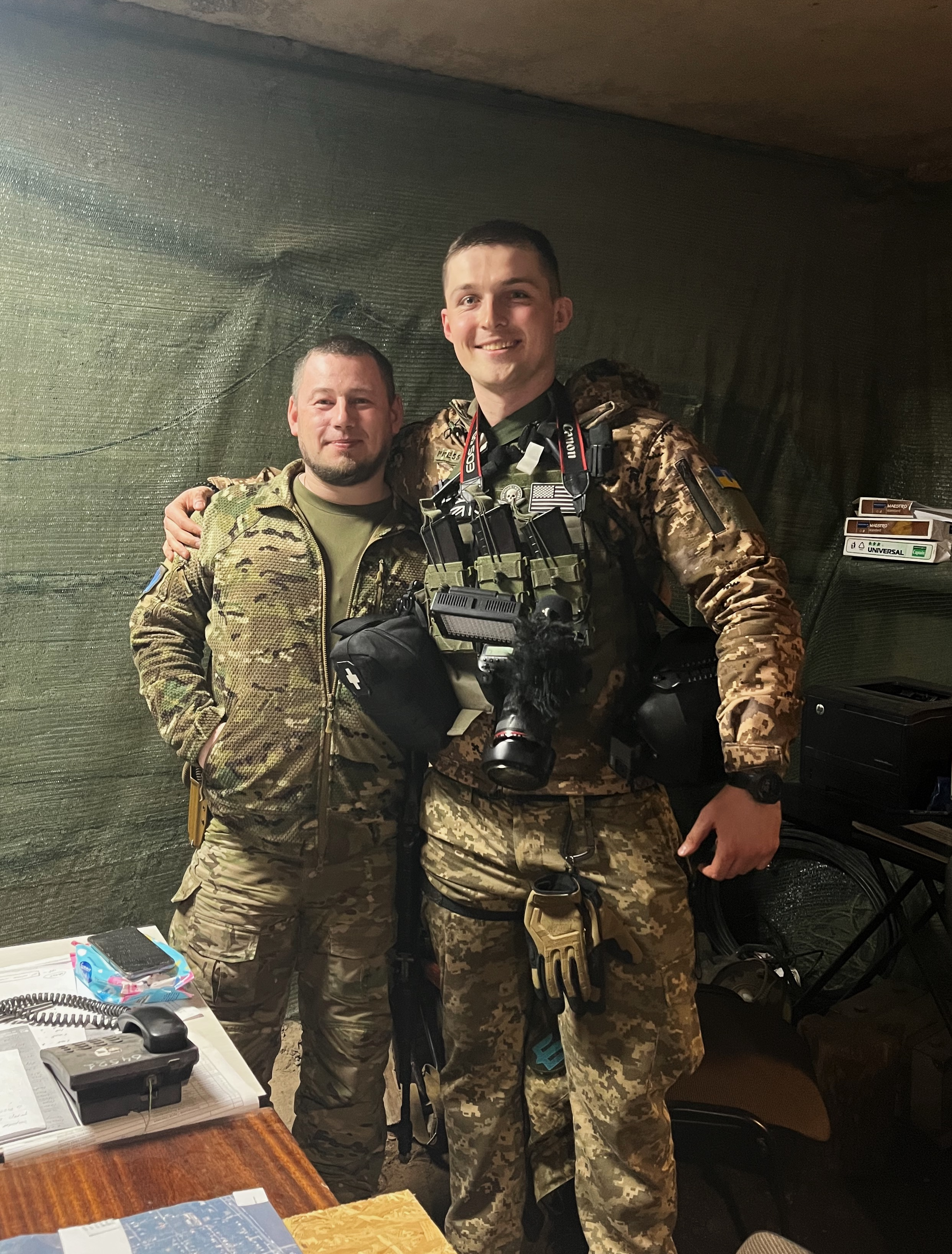
З командиром 93-ї ОМБр «Холодний Яр» полковником Павлом Палісою. Бахмут. 10 квітня 2023 р.
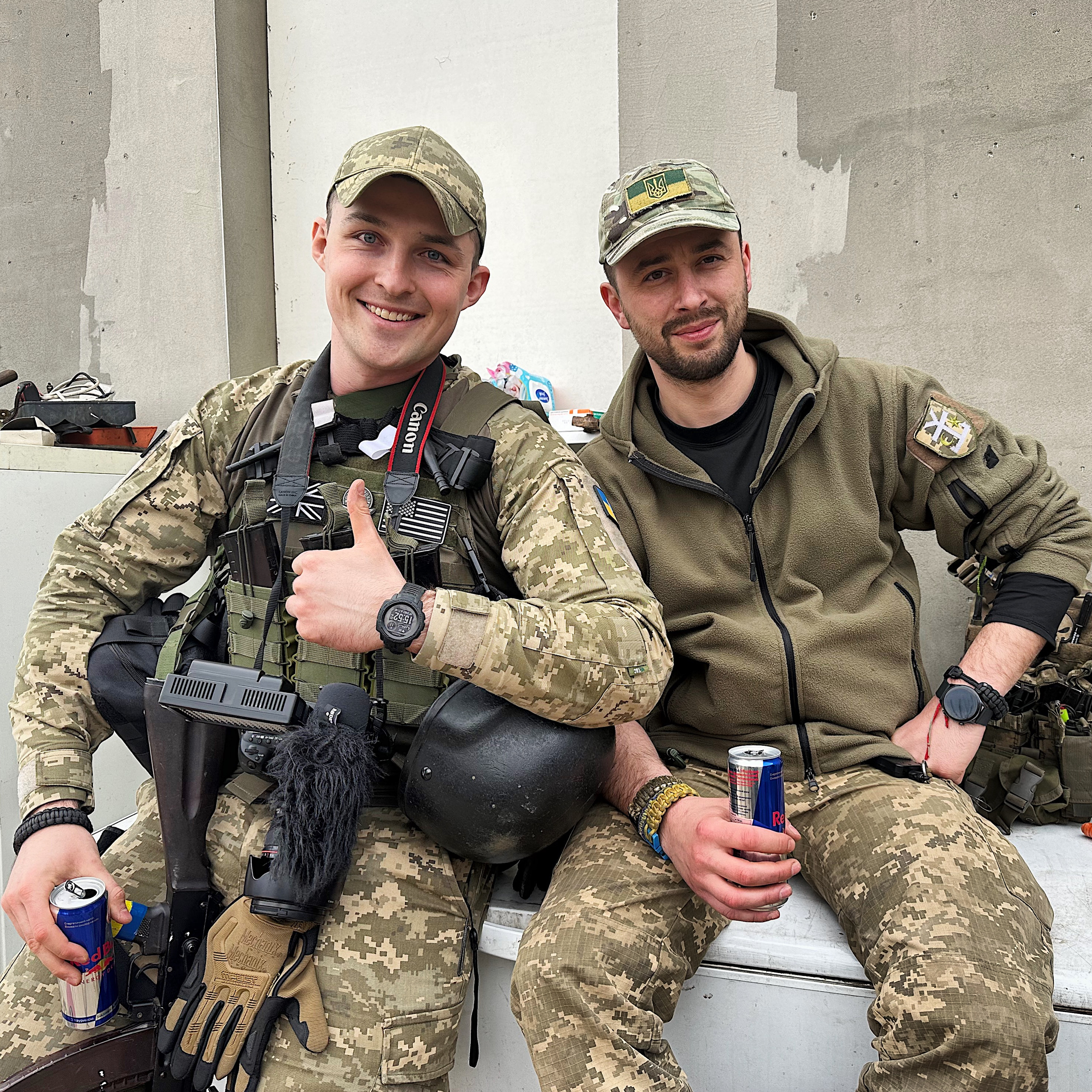
З командиром батальйону «К2» 54 ОМБр ім. гетьмана Івана Мазепи — Кирилом Вересом. Донеччина. 11 квітня 2023 р.
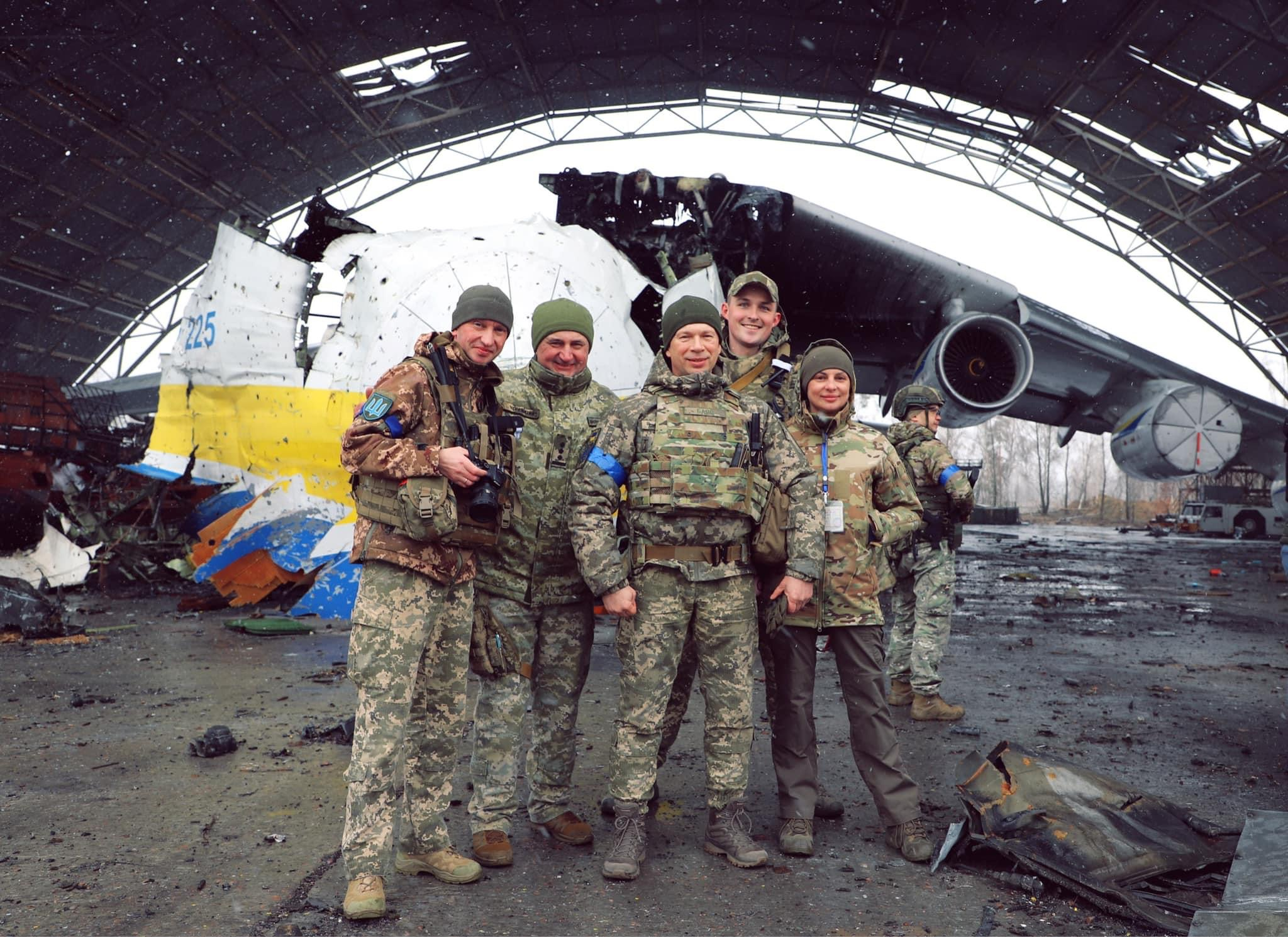
Після звільнення Гостомельського аеропорту. 4 квітня 2022 р.
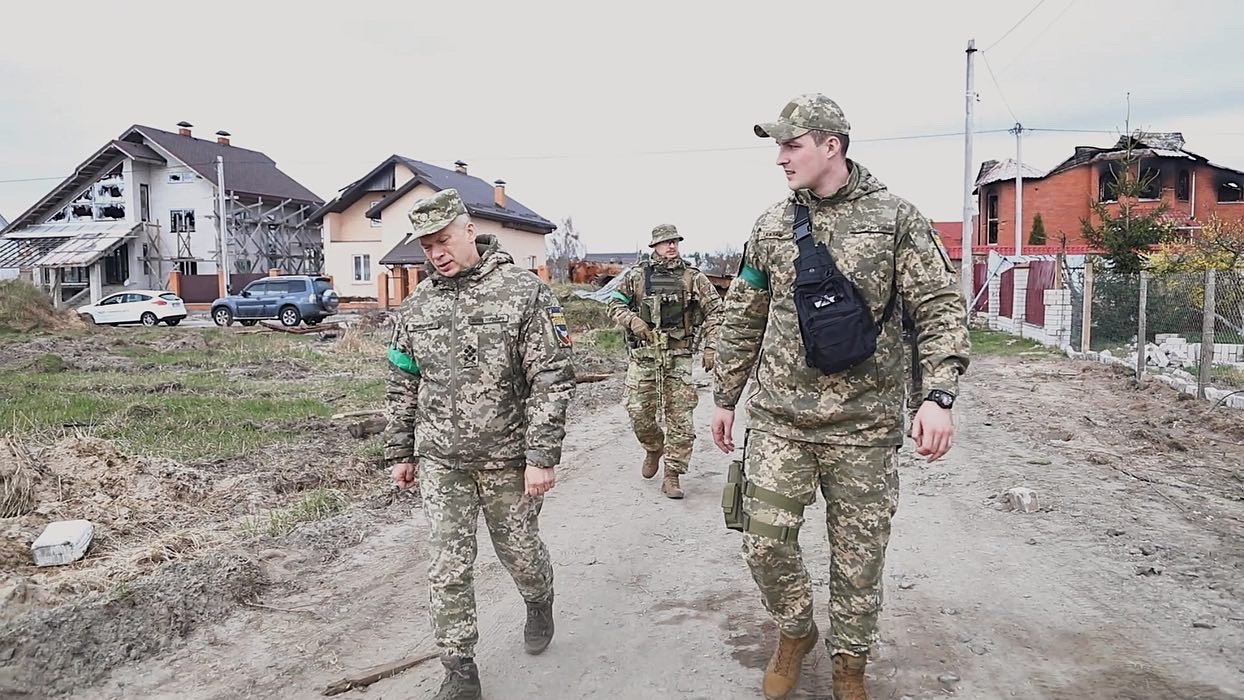
Підчас роботи з генерал-полковником Олександром Сирським. Київщина, квітень 2022 р.
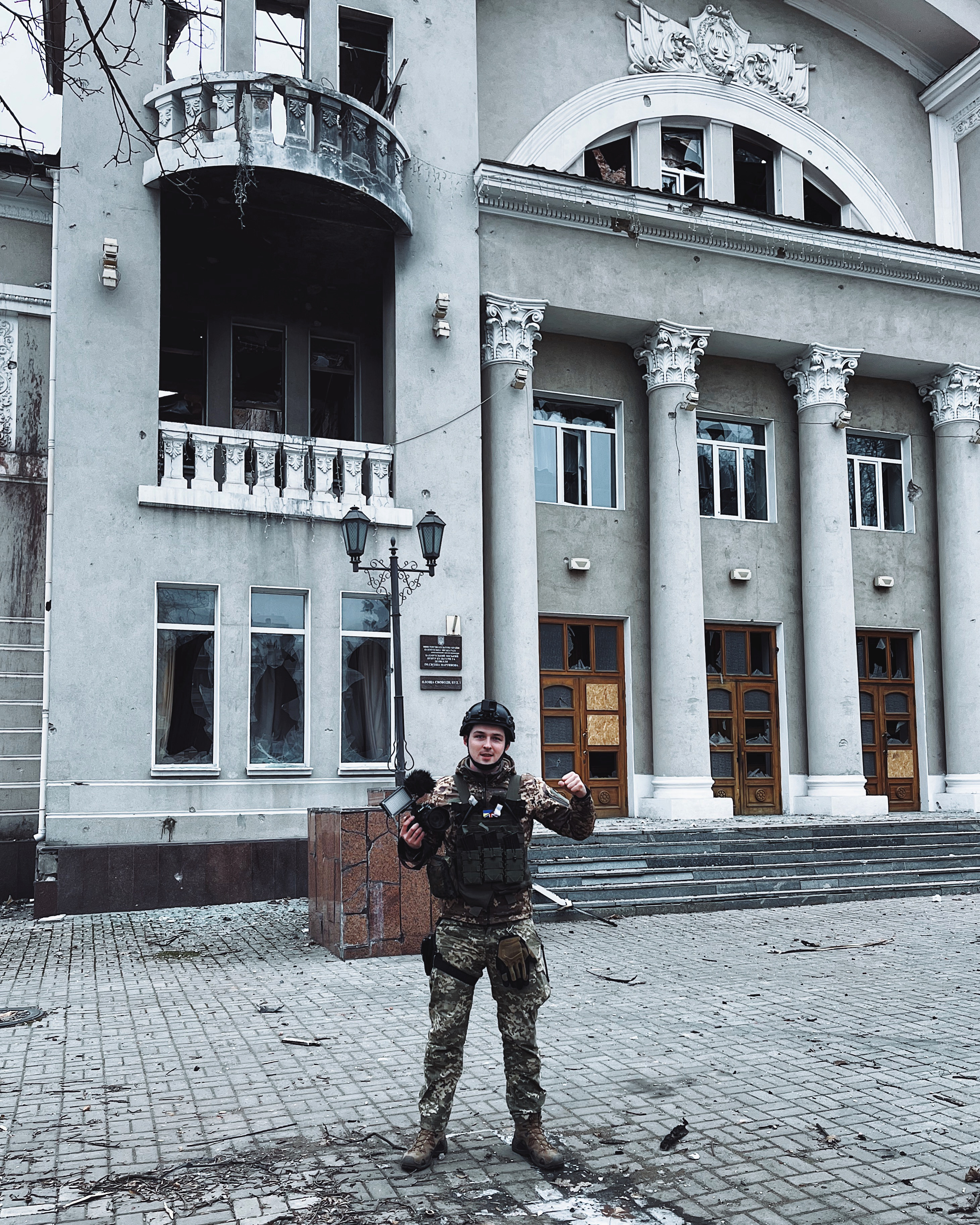
Бахмут. Драмтеатр. 28 січня 2023 р.
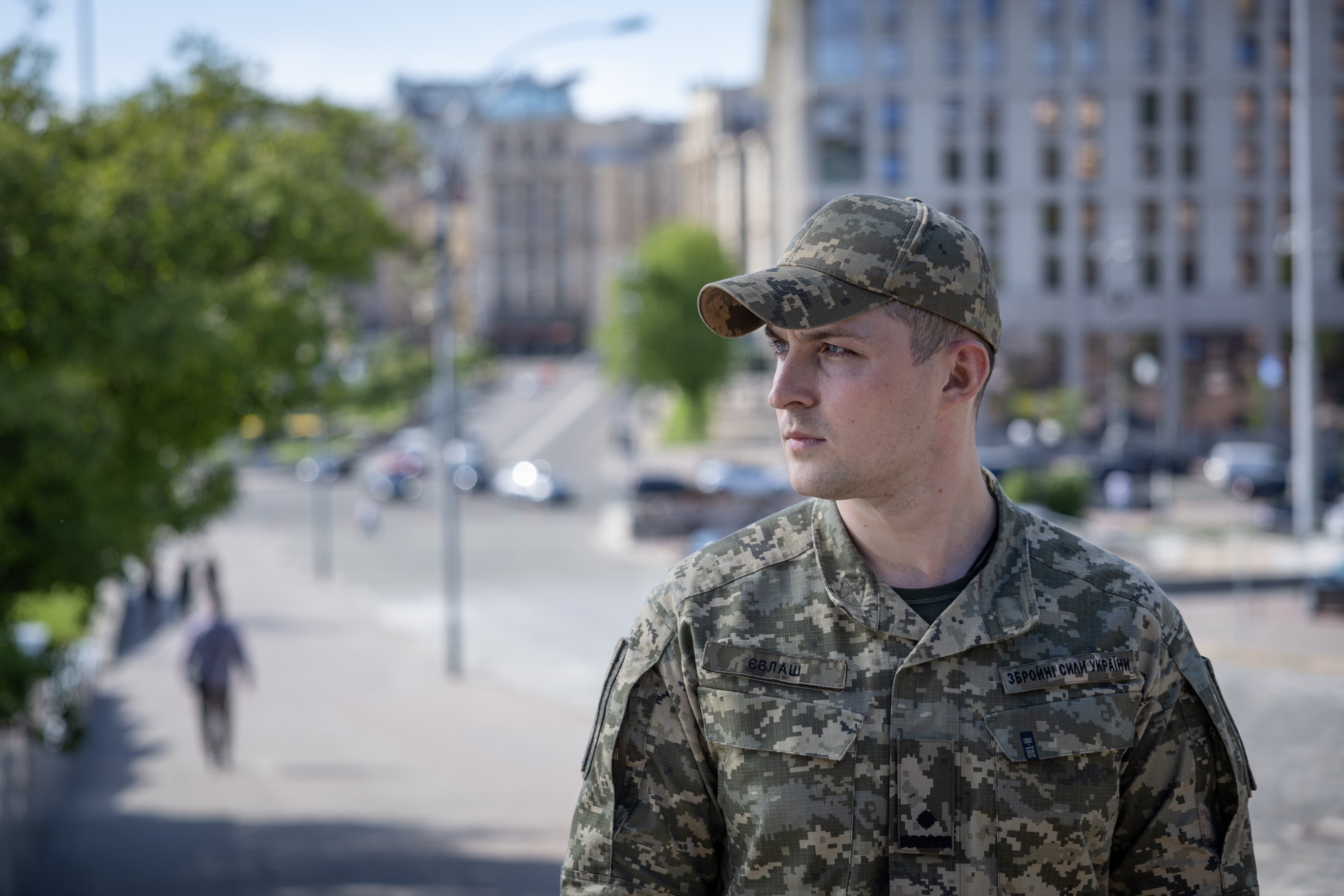
Для інтерв'ю «Букви»
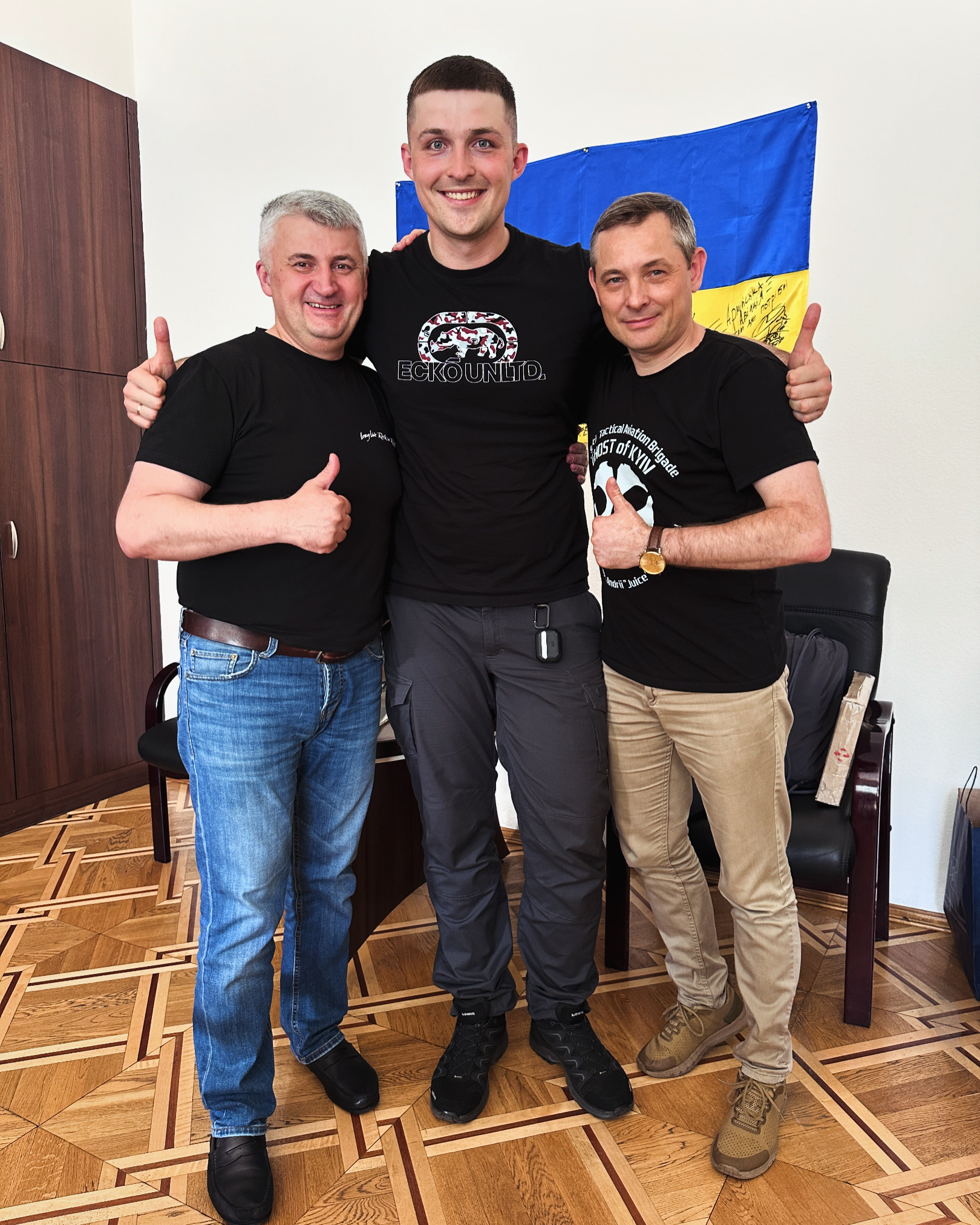
Сергій Череватий, Ілля Євлаш та Юрій Ігнат
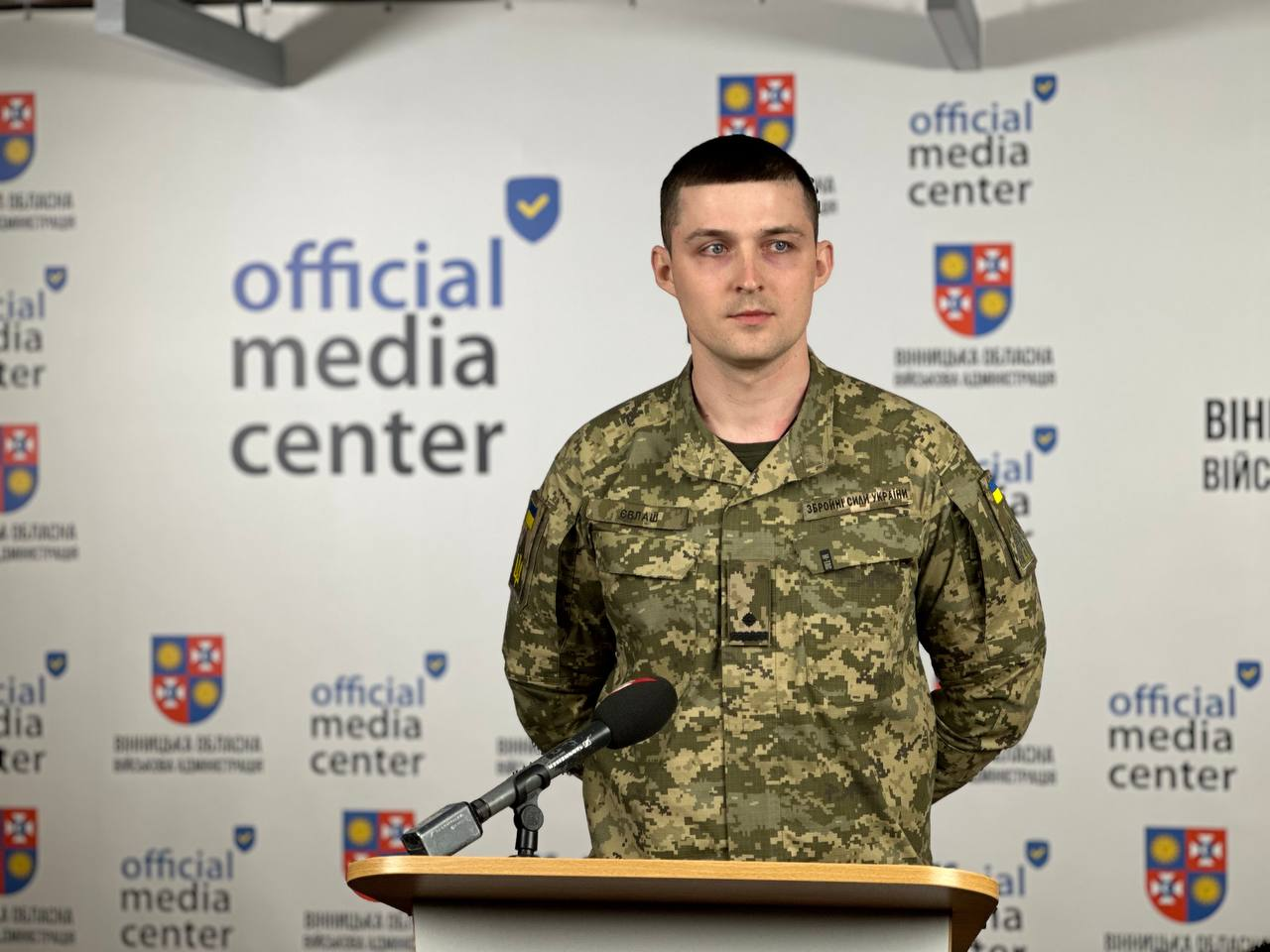
Пресконференція для локальних медіа. Вінниця. Квітень 2024 р.
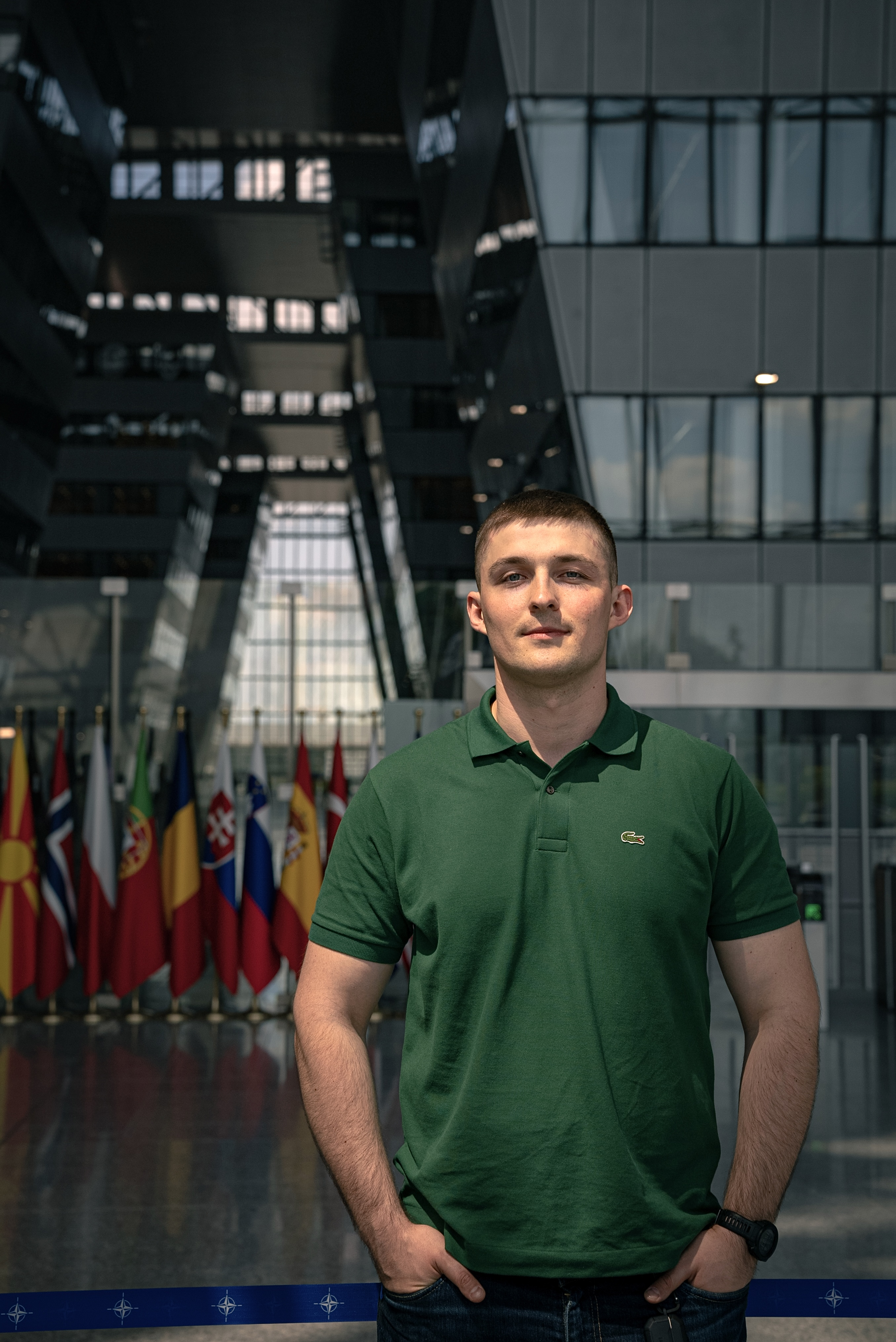
В штаб-квартирі НАТО. Брюссель, липень 2023 р.
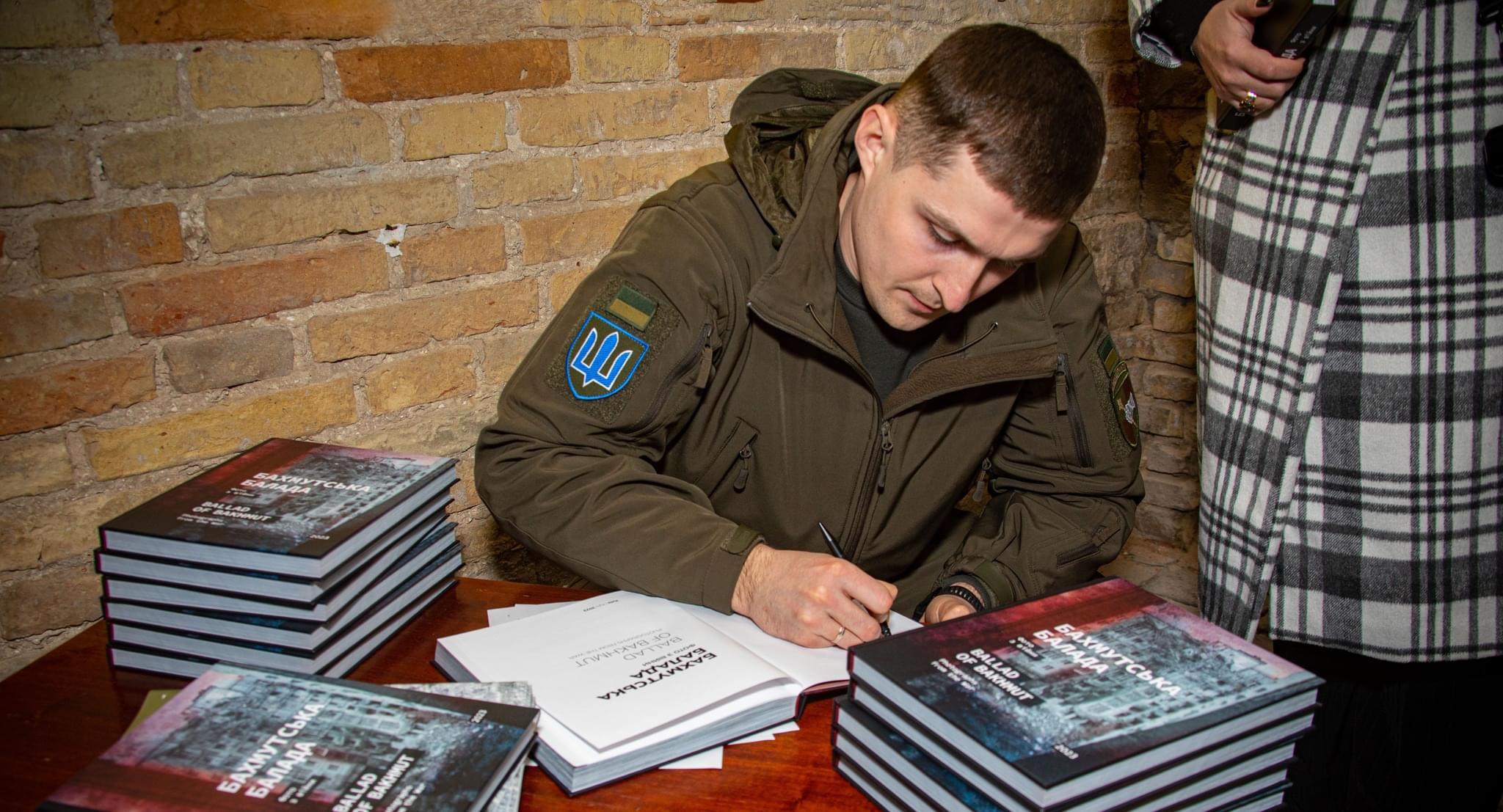
Презентація книги «Бахмутська балада. Фото з війни.»
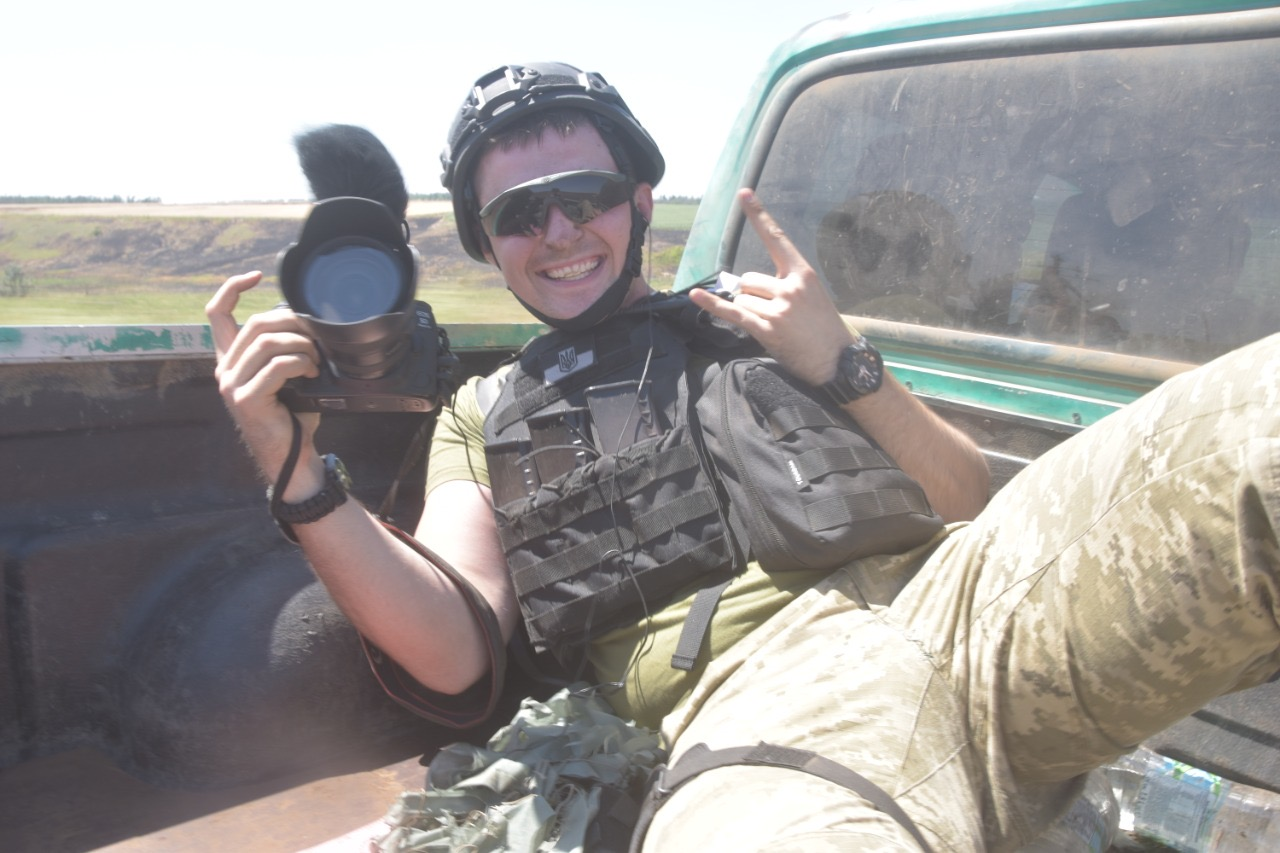
Літо, Донеччина 2022
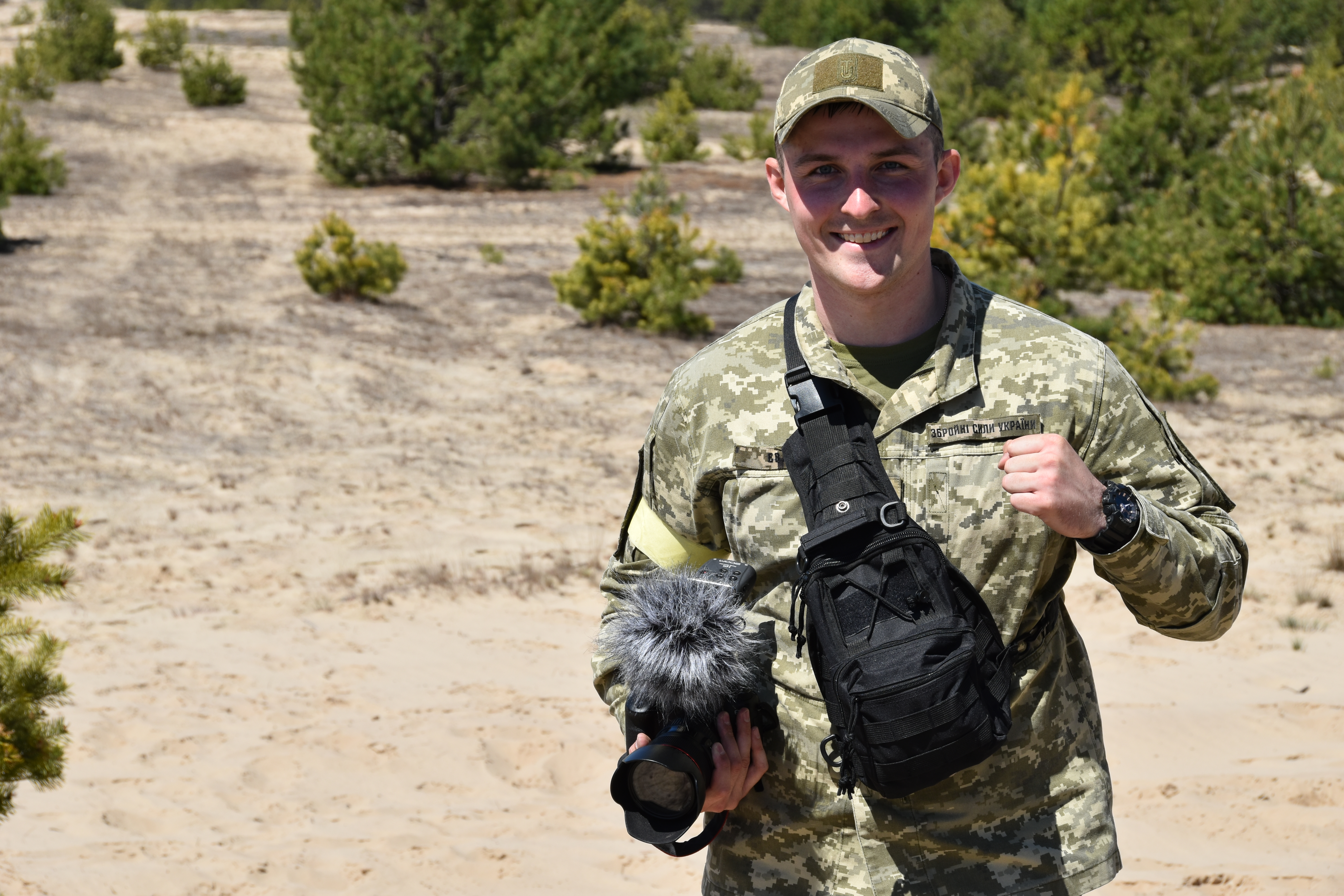
На зйомках. Київщина, 2022 рік.
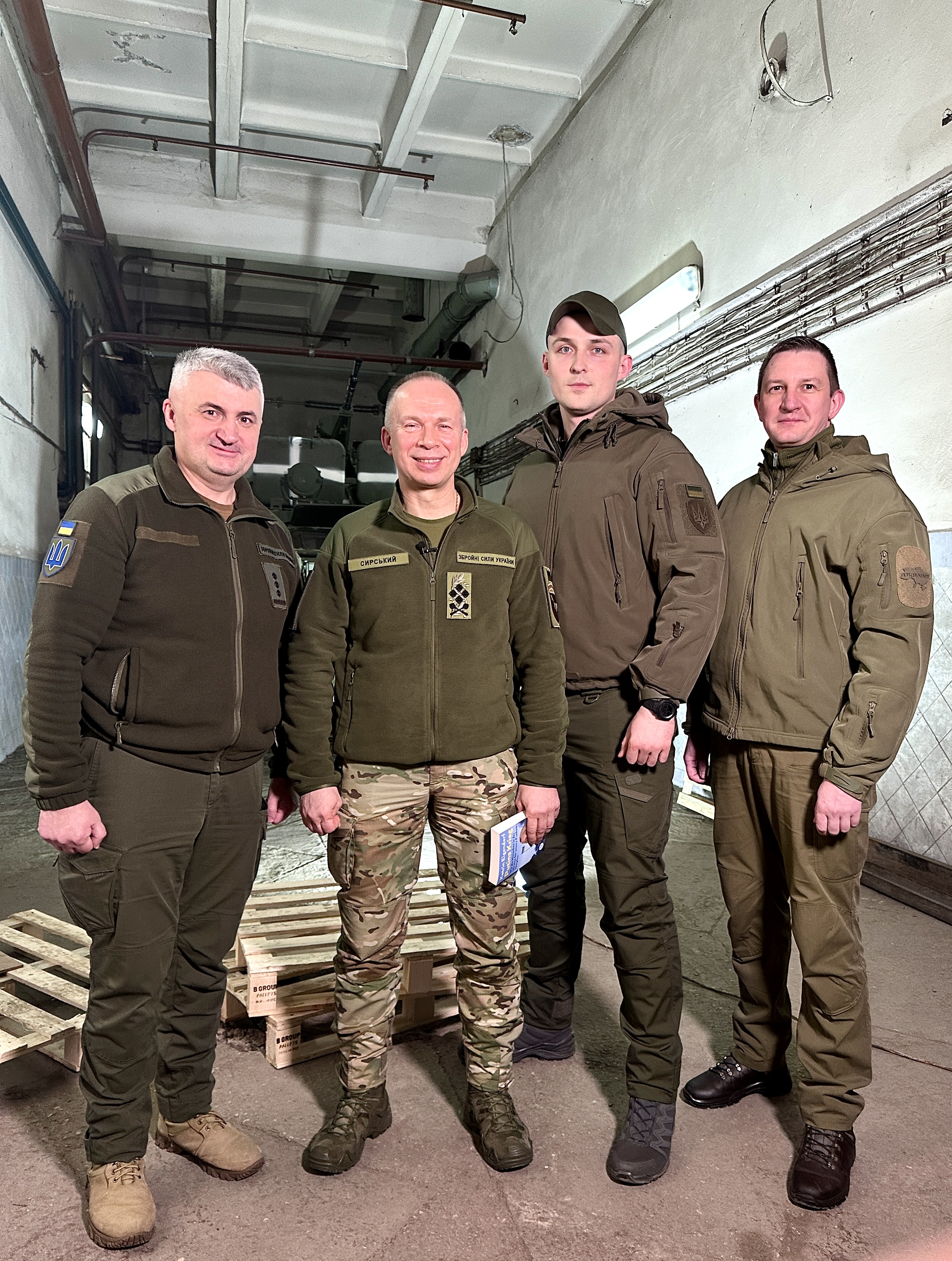
Інтерв'ю Олександра Сирського для ZDF. Січень 2024 р.
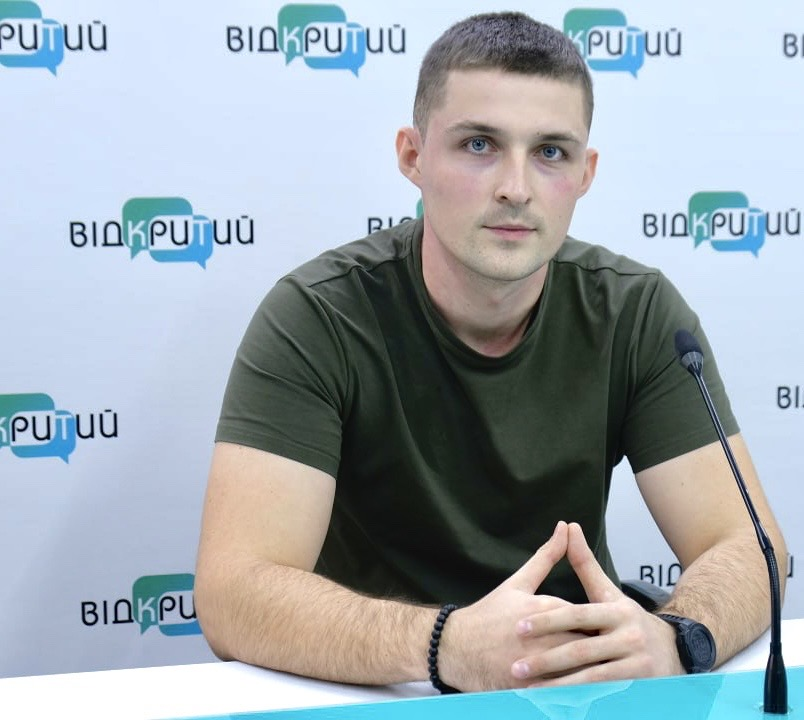
Інтерв'ю для телеканалу «Відкритий»

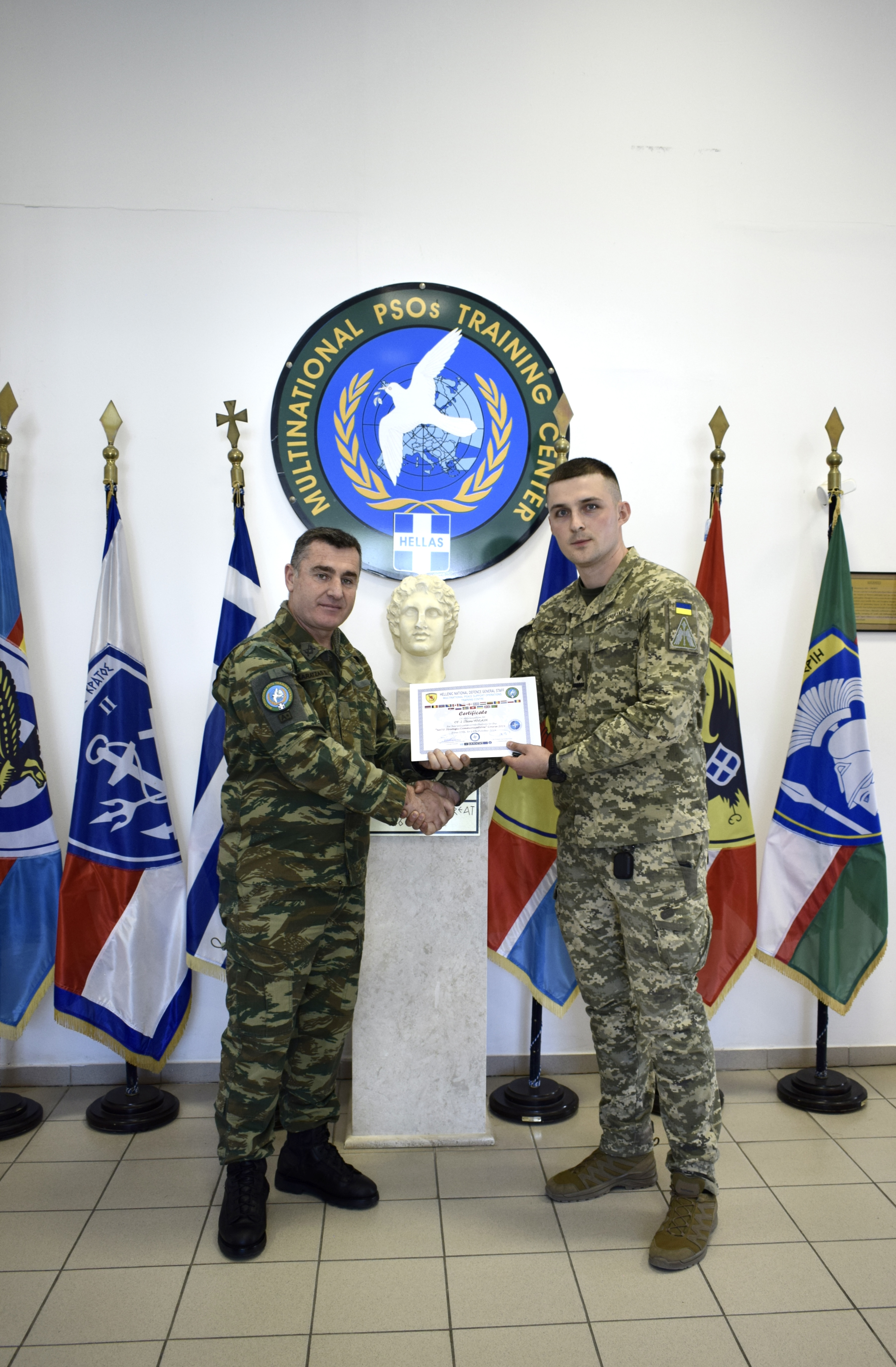
З командиром MPSOTC Кілкіс, Греція.

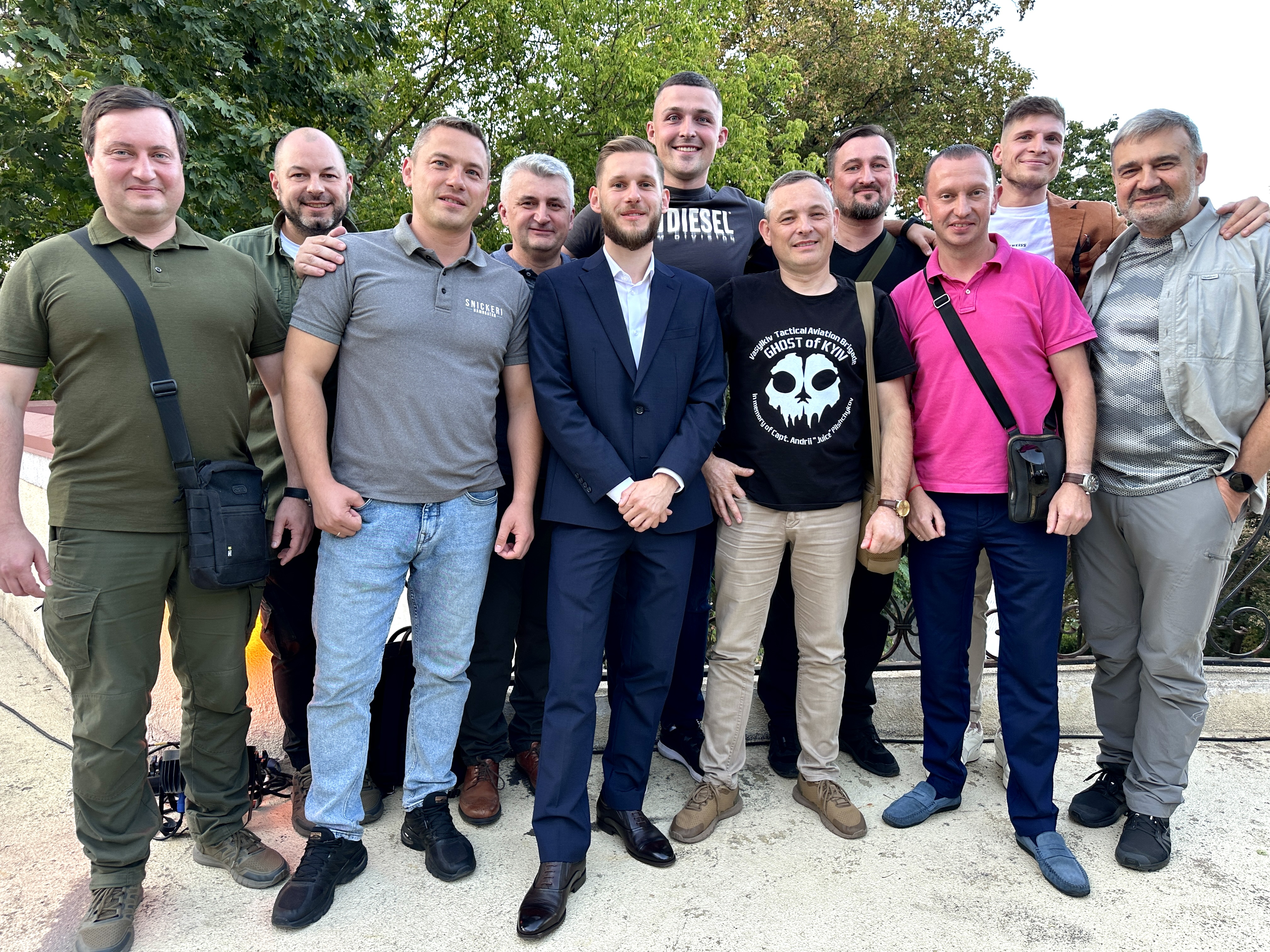
Речники сил оборони України на заході "Радіо Свобода - 70"

### Відеоматеріали
- Інтерв'ю для NV 01.05.2024
- «Станція Краматорськ» — Ілля Євлаш, Укрінформ, 02.2024
- «Могилянське військо» — Ілля Євлаш 04.2023[1]

1. ↑  Історія випускника Могилянки. (укр.), процитовано 5 квітня 2024